# Kirill Petchenine
Kirill Valeriévitch Petchenine (en russe : Кирилл Валерьевич Печенин) ou Kiryl Valeriévitch Piatchenine (en biélorusse : Кірыл Валер’евіч Пячэнін) est un footballeur international biélorusse né le 18 mars 1997 à Vitebsk. Il évolue au poste de défenseur au Rukh Brest.

## Biographie

### Carrière en club
Natif de Vitebsk, Kirill Petchenine effectue sa formation au sein du club local du FK Vitebsk, dont il intègre à partir de 2015 l'équipe réserve avant d'être prêté en 2017 au FK Orcha puis au Naftan Novopolotsk où il fait ses premiers pas au niveau professionnel, disputant notamment son premier match de première division avec le Naftan le 31 juillet contre le FK Sloutsk et marquant son premier but le 25 août contre le Krumkachy Minsk. Il ne peut cependant pas empêcher la relégation du club en fin de saison.
À son retour de prêt, Petchenine intègre immédiatement l'effectif du FK Vitebsk et joue 29 matchs de championnat sur 30 au cours de l'exercice 2018, la majorité étant cependant des entrées en cours de jeu. il s'impose dès l'année suivante comme un titulaire régulier, disputant le même nombre de rencontres mais étant titularisé quasi-systématiquement. Il prend également au parcours du club en coupe de Biélorussie, jouant notamment l'intégralité de la finale perdue face au Chakhtior Salihorsk.
Il quitte par la suite Vitebsk en début d'année 2020 pour signer en faveur du champion en titre le Dinamo Brest. Il y dispute notamment la phase qualificative de la Ligue des champions durant laquelle il est buteur contre le FK Astana lors de la victoire 6-3 des siens au premier tour de qualification. Après une seule saison, il s'en va rejoindre l'autre équipe locale du Rukh Brest en février 2021.
Le 2 décembre 2021, le club russe du FK Orenbourg annonce l'arrivée de Petchenine à l'issue de son contrat avec le Rukh le 1er janvier 2022.

### Carrière internationale
Régulièrement sélectionné dans les équipes de jeunes de la Biélorussie, Kirill Petchenine est appelé pour la première fois au sein de la sélection A par Mikhaïl Markhel au mois de septembre 2019 et connaît sa première sélection le 9 septembre à l'occasion d'un match amical face au pays de Galles.

## Statistiques
| Saison                | Club                      | Championnat           | Championnat | Championnat | Coupe(s) nationale(s) | Coupe(s) nationale(s) | Compétition(s) continentale(s) | Compétition(s) continentale(s) | Compétition(s) continentale(s) | Total | Total |
| Saison                | Club                      | Division              | M.          | B.          | M.                    | B.                    | Comp.                          | M.                             | B.                             | M.    | B.    |
| 2017                  | FK Orcha (prêt)           | D2                    | 11          | 0           | 2                     | 0                     | -                              | -                              | -                              | 13    | 0     |
| 2017                  | Naftan Novopolotsk (prêt) | D1                    | 13          | 1           | -                     | -                     | -                              | -                              | -                              | 13    | 1     |
| 2018                  | FK Vitebsk                | D1                    | 29          | 3           | 2                     | 0                     | -                              | -                              | -                              | 31    | 3     |
| 2019                  | FK Vitebsk                | D1                    | 29          | 2           | 7                     | 1                     | C3                             | 2                              | 0                              | 38    | 3     |
| 2020                  | Dinamo Brest              | D1                    | 23          | 1           | 5                     | 0                     | C1+C3                          | 3+1                            | 1+0                            | 32    | 2     |
| 2021                  | Rukh Brest                | D1                    | 27          | 2           | 2                     | 0                     | -                              | -                              | -                              | 29    | 2     |
| Total sur la carrière | Total sur la carrière     | Total sur la carrière | 132         | 9           | 18                    | 1                     | -                              | 6                              | 1                              | 156   | 11    |

## Palmarès
FK Vitebsk
- Finaliste de la Coupe de Biélorussie en 2019.

 Dinamo Brest
- Vainqueur de la Supercoupe de Biélorussie en 2020.